# 田原親賢
田原 親賢（たわら／たはら ちかかた）は、戦国時代から安土桃山時代にかけての武将。武蔵今市城城主、妙見嶽城城督。大友氏の家臣。出家後の田原 紹忍（じょうにん）の名でも知られる。号は不思軒。
奈多八幡宮大宮司奈多鑑基の子で、兄弟に兄の奈多政基（まさもと）、妹の奈多夫人（大友義鎮（宗麟）正室）、異説であるが戸次鑑方とも言う、奈多鎮基。養子に田原親虎（ちかとら）、田原親盛。官位は尾張守、近江守、民部大輔。

## 生涯
大友氏の家臣・奈多鑑基の子として誕生。大友宗麟の正室・奈多氏の兄（一説には弟）にあたるため、側近として重用された。
大友氏一族・田原氏の傍系である武蔵田原家の田原親資（ちかすけ）の養子に入り、宗麟に服従しようとしなかった田原本家（田原親宏）の牽制を行う役目を担った。
永禄2年（1559年）8月22日、親賢と田原親宏と佐田隆居ら大友勢豊前方面軍は、毛利元就の調略に応じ挙兵した豊前国人・西郷隆頼や野仲鎭兼らの不動岳城、西郷城を攻略した。
9月16日、大友義鎮は親宏、親賢、隆居らに命じて門司城を攻撃させる。これに対し、元就は嫡男の毛利隆元・三男の小早川隆景らを門司城へ後詰に向かわせた。隆景は児玉就方に海上封鎖を命じる一方、門司と小倉の間に乃美宗勝の軍勢を上陸させて大友勢を攻撃し、さらに水軍を展開して大友軍の退路を断つなどしたため、大友方は退却を余儀なくされた。26日、軍勢を整えた親宏、親賢、隆居ら大友軍は門司城を攻めて、隆居が本丸一番乗りを果たし、親賢から感状を受けた。また、毛利方の門司城督・波多野興滋や波多野兵庫、須子大蔵丞らを討ち取った。
こうしたことで、親賢の大友家中における地位は大幅に引き上げられていき、永禄8年（1565年）には加判衆となり、臼杵鑑速の死後は国政の大部分を預かるようになっていった。こうした親賢の急速な台頭に対し、重臣の立花道雪は異を唱えたが受け入れられず、大友三老など他の重臣が死去していくにつれ、さらに立場を強化していった。
また、嫡男の田原新七郎も宗麟に仕えていたが、大友館に人質として出仕していた麻生七郎を虐げたため、同8年にその恨みから七郎に刺殺されている。七郎は直後に切腹した。
翌年、七郎の父・豊前高尾城主麻生親政は大友家に反旗を翻したので、親賢は宇佐・下毛勢（赤尾賢種・成恒矩種）を率いてこれを攻めたてた。親政は、毛利氏へ援軍を求めようとしたが失敗し、2月に高尾城は落城して一族とともに自刃して滅んだ。
宗麟はキリスト教を好んだが、親賢はキリスト教を嫌悪したらしく、永禄11年（1568年）に柳原氏から養子にした親虎が天正5年（1577年）に洗礼を受けてキリシタンとなったことを知ると、奈多夫人と相談してこれを廃嫡したほどである。しかし、あくまで宗麟に対しては忠実で、その所領は大友家中でも随一とされ、当時の宣教師の記録にもその旨の記載がある。
そして大友氏の帰趨を決する戦いとなった天正6年（1578年）の耳川の戦いにおいては全軍の総指揮を任されることになったが、島津氏に大敗を喫してしまう。事実上、大友一族の凋落はこの一戦から始まっており、今日の親賢を無能と断定する評価の大部分はここから来ている。ただしもともと神仏を排撃する宗麟への不信感が高まっていたことや筑前・豊前などの遠方からかき集められた兵士も多かったことから大友方将兵の士気は低く、また贔屓にされる親賢への反感も相まって指揮系統も混乱を来していた。さらに敵である島津方の史料では「大友方でもっとも奮戦していたのが田原紹忍」と記述されていることもあり、実際の戦場での親賢の働きぶりは明確ではない。
ともあれ妙見嶽城に戻った親賢は敗戦の責を追及され、勢力の巻き返しを図る田原本家の親宏の主張で親宏から奪っていた所領を没収された。天正9年（1581年）には廃嫡した親虎に代わり宗麟の子で自身の甥にあたる大友親盛を養嗣子として迎え、家督を譲ったが、田原本家の田原親貫（親宏養子）が謀反を起こすとそれの討伐にあたるなど、引き続き大友氏のために尽くした。なお、キリスト教への嫌悪は増したらしく、耳川の敗戦はキリシタン信仰によるものとし、キリスト教の施設の破却を宗麟に主張している。
島津氏の豊後侵攻（豊薩合戦）の際には妙見嶽城を親盛に任せ、高崎山城を守備している。後に大友氏の家督を継いだ大友義統が府内を脱出した際にはこれを高崎山城、ついで親盛の守る妙見嶽城へと送った。戦後も吉統の側近として、天正15年（1587年）の宗麟の葬儀の出席や、吉統の嫡子・大友義乗の豊臣秀吉への謁見に随行している。
文禄2年（1593年）に主君大友義統が改易された時は、紹忍も所領を没収されたが、のちに豊臣家直臣として2,900石余をあたえられ豊後岡城主の中川秀成の与力となった。慶長5年（1600年）の関ヶ原の戦いに先だって旧主・大友義統が毛利氏の手引きで西軍に与して挙兵すると、他家へ仕えていた宗像鎮続や吉弘統幸をはじめ豊後各地から集まった大友旧臣らとともにこれに従った。しかし石垣原の戦いで鎮続・統幸は討死し、吉統は黒田如水に降伏した。親賢は柴山重成のもとに身を寄せて中川氏に帰参するも、西軍方の太田一吉との戦闘（佐賀関の戦い）に参加して銃弾に当たり、討死した。法名は真士院本誉紹忍居士。

## 関連作品
- 滝口康彦『悪名の旗』中央公論社〈中公文庫〉、1987年。　ISBN 4-12-201460-3
- 滝口康彦『西の関ヶ原』学陽書房〈人物文庫〉、2012年。　ISBN 978-4-31-375279-5　上記作品の改版。
- 赤神諒『大友落月記』（日本経済新聞出版社、2018年9月11日）ISBN 978-4532171476（『大友二階崩れ』の続編）